# Кліпаченко Анастасія Олександрівна
Анастасія Кліпаченко (24 серпня 1992 року, Гребінка Полтавської області) — українська футболістка, футзалістка, тренер та функціонер.

## Кар'єра

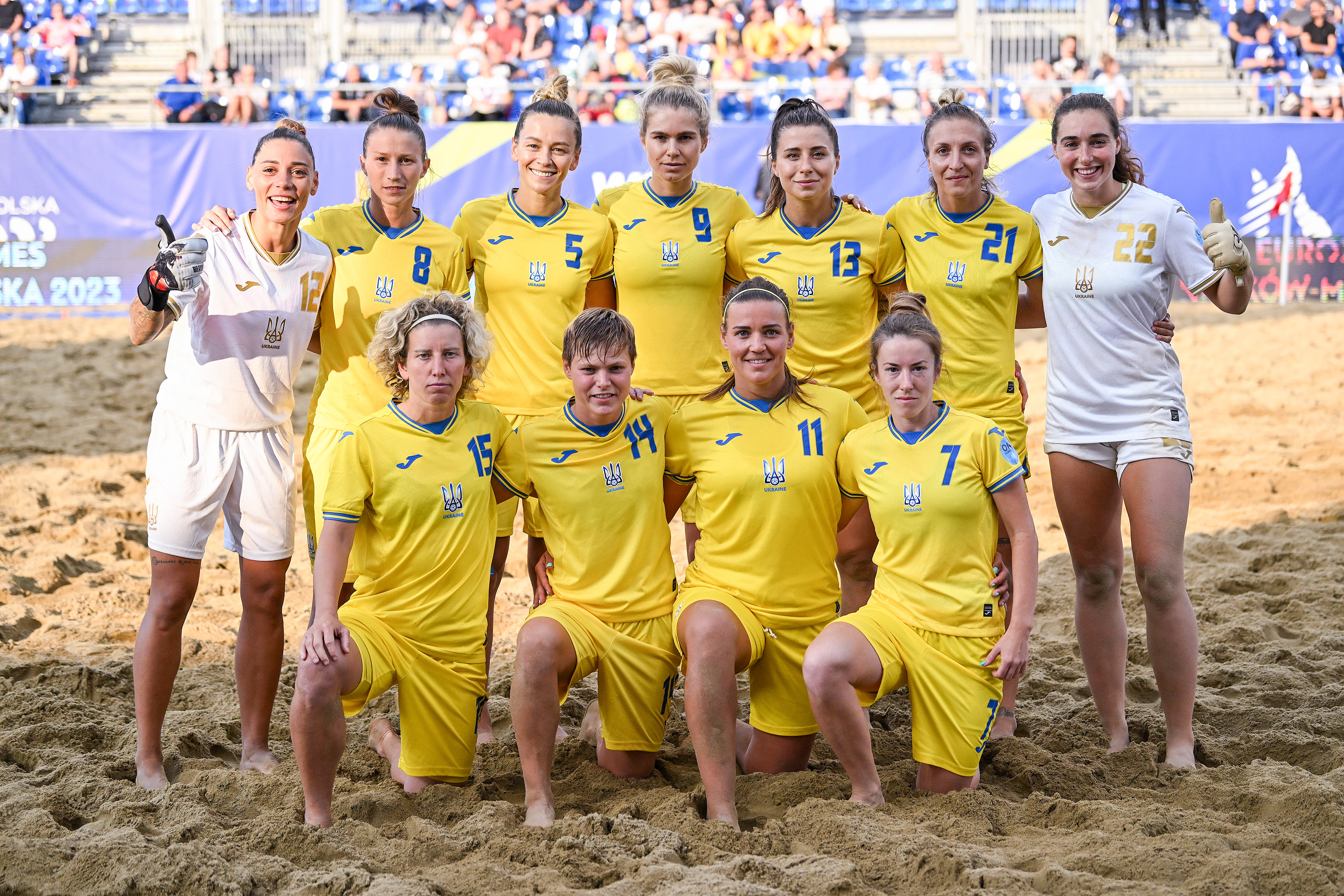
Кліпаченко (вгорі третя ліворуч у складі жіночої збірної України з пляжного футболу на Європейських іграх 2023

Народилася в місті Гребінка, Полтавська область. З дитинства займалася спортом і виховувалася в гребінківській ДЮСШ під керівництвом тренера Володимира Жили. Її кар’єра охоплює виступи в футзалі, пляжному футболі, а також тренерську та організаційну роботу. Вона здобула освіту в Національному університеті харчових технологій за спеціальностями маркетинг і управління персоналом, а також має тренерську ліцензію категорії C з футболу.
Кліпаченко має звання майстра спорту України з футзалу та пляжного футболу, а також є майстром спорту міжнародного класу в обох дисциплінах. Вона входила до складу національної збірної України з футзалу, брала участь у чемпіонатах Європи, чемпіонатах світу та численних міжнародних турнірах.
Кліпаченко вигравала численні титули, зокрема п’ять чемпіонатів України з футзалу в складі київської команди «IMS-НУХТ». У сезоні 2023/24 вона стала чемпіонкою України у складі команди «Будстар-НПУ» та найкращим бомбардиром.
Вона також успішно представляла Україну в пляжному футболі: здобула титул чемпіонки світу в 2023 році (з командою «Мрія-2006») та срібного призера Європейських ігор 2023 (зі збірною України).
Анастасія також працювала тренером: вона навчала дітей у футбольній академії «Шахтар» (із 2020 до 2022 року), тренувала в Українській християнській спортивній академії ЮКСА (із 2020 до 2021 року) та академії французького «ПСЖ» у Кувейті (із 2022 до 2023). Була головним тренером жіночої збірної України з міні-футболу (2024).
Вона є співзасновницею організації «Шлях Чемпіонки», який підтримує українських спортсменок. Також Анастасія була амбасадором кількох брендів і брала участь у зйомках реклам та фільму «Пульс». За свої досягнення нагороджена медаллю «За працю та звитягу» та іншими відзнаками.
Із жовтня 2024 року Кліпаченко очолює Комітет жіночого та дівочого футболу Української асоціації футболу (УАФ). Входить до комісії НОК із питань жіночого спорту. За свої досягнення нагороджена медаллю Президента України та іншими відзнаками.

## Досягнення
- Майстер спорту України з футзалу та пляжного футболу
- Майстер спорту міжнародного класу з обох дисциплін
- Гравець збірних України з футзалу та пляжного футболу
- П'ятиразова чемпіонка України з футзалу (за команду «IMS-НУХТ»)
- Чемпіонка України та найкращий бомбардир ЧУ-2023/24 з футзалу (за команду «Будстар-НПУ»)
- Чемпіонка світу 2023 серед клубів з пляжного футболу (з командою «Мрія-2006»)
- Срібна призерка Європейських ігор 2023 з пляжного футболу (зі збірною України)

## Нагороди
- Медаль Президента України: За працю та звитягу (2023)
- Подяка від мера Києва: Найкращі спортсмени року (2023)